# Marcel Barth

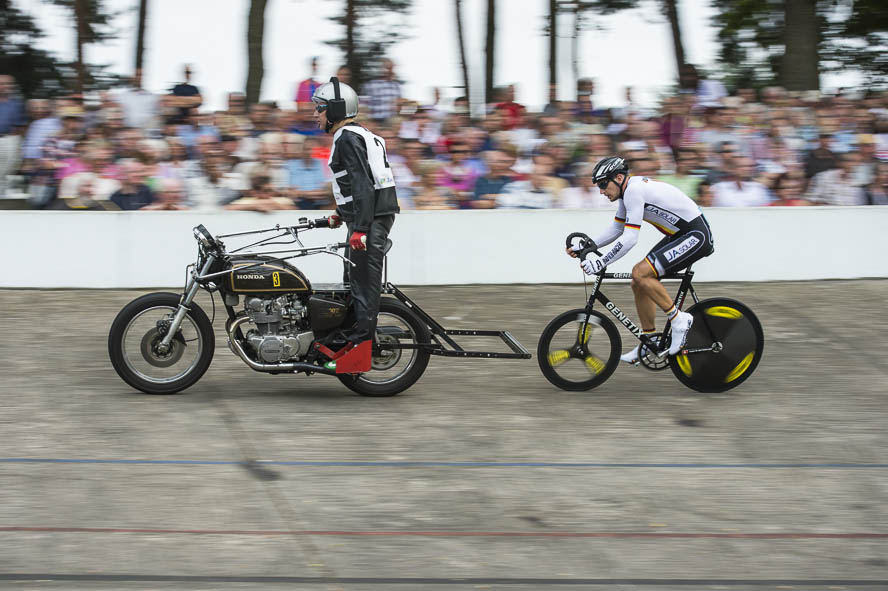
Barth bei der Steher-Europameisterschaft 2013, hinter Schrittmacher Karsten Podlesch

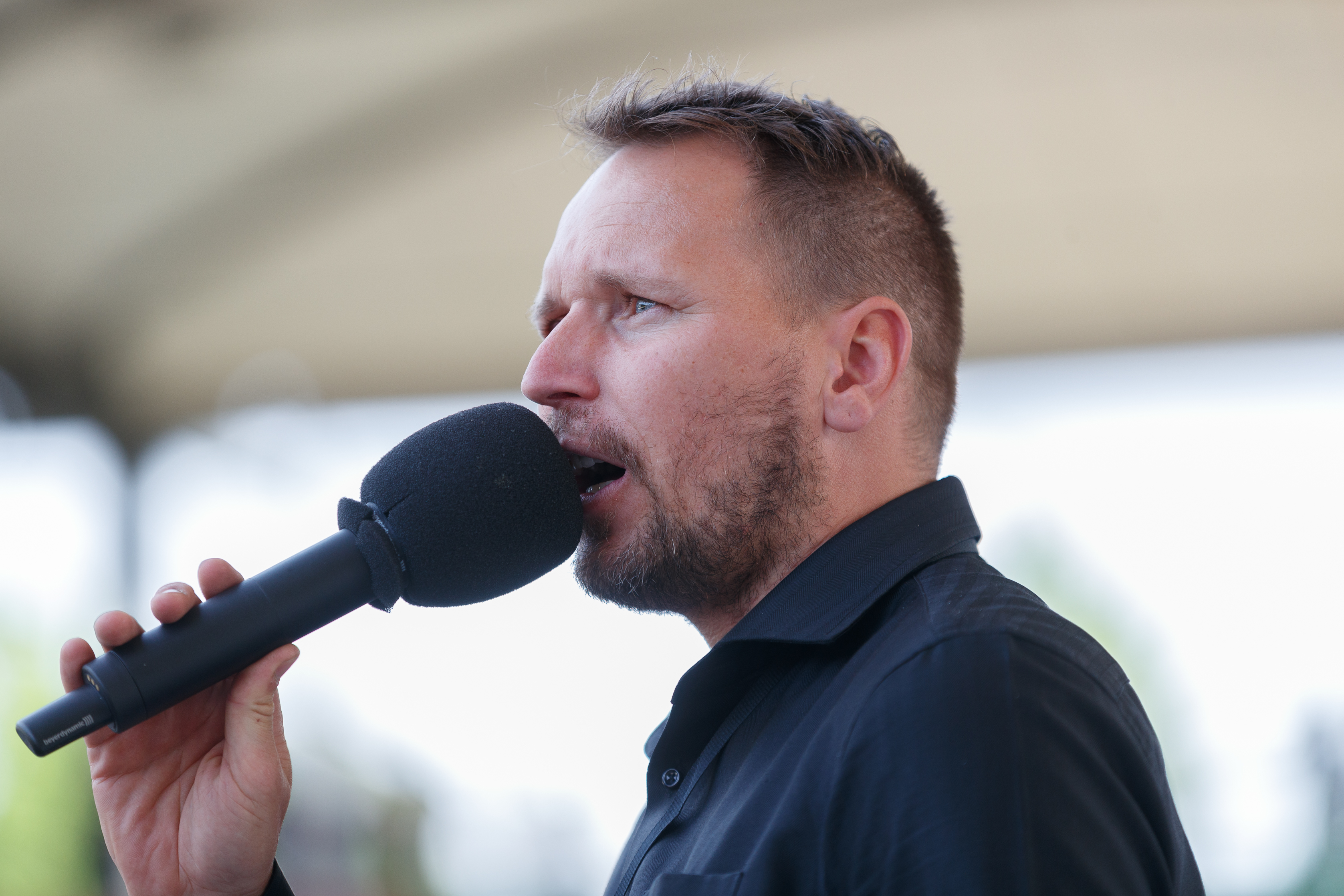
Marcel Barth als Sprecher auf der Radrennbahn Andreasried in Erfurt

Marcel Barth (* 22. Mai 1986 in Gera) ist ein ehemaliger deutscher Bahn- und Straßenradrennfahrer.

## Sportliche Laufbahn
Marcel Barth wurde 2003 deutscher Juniorenmeister im Straßenrennen. Bei der Junioren-Bahnradweltmeisterschaft in Moskau gewann er die Silbermedaille im Madison. Im nächsten Jahr wurde er in Los Angeles Juniorenweltmeister im Punktefahren. Außerdem gewann er 2004 eine Etappe bei der Münsterland Tour der Junioren. 2006 bis 2009 fuhr Barth für das Thüringer Energie Team und war Mitglied der Sportfördergruppe der Thüringer Polizei. Das Goldene Rad von Erfurt gewann er 2011 bis 2013 sowie 2015 und 2016.
Barth startete bei 25 Sechstagerennen, von denen er zwar keins gewinnen konnte, aber als „Stimmungskanone“ in wechselnden Kostümen beliebt beim Publikum war. Der Start beim Bremer Sechstagerennen 2017 war sein letzter, den er mit einer Polonaise feierte. Anschließend beendete er seine Laufbahn als Leistungsradsportler, um sich künftig auf seine Tätigkeit als Polizeibeamter in Erfurt zu konzentrieren. Er kündigte allerdings an, weiterhin Steherrennen als Amateur zu bestreiten. Ende der Saison 2017 beendete er seine Radsportlaufbahn endgültig. Beruflich ist er als Polizeibeamter tätig.
Sein Vater Thomas Barth war ebenfalls erfolgreicher Radrennfahrer.

## Erfolge
2002
- Deutscher Jugend-Meister – Punktefahren

2003
- Junioren-Weltmeisterschaft – Zweier-Mannschaftsfahren (mit Leonardo Pappalardo)
- Deutscher Meister – Straßenrennen (Junioren)

2004
- Weltmeister – Punktefahren (Junioren)

2008
- eine Etappe Mainfranken-Tour (U23)

2009
- Bahnrad-Weltcup in Kopenhagen – Zweier-Mannschaftsfahren (mit Robert Bartko)

## Teams
- 2006–2013 Thüringer Energie Team